# Muzaffarnagar (huyện)
Huyện Muzaffarnagar là một huyện thuộc bang Uttar Pradesh, Ấn Độ. Thủ phủ huyện Muzaffarnagar đóng ở Muzaffarnagar. Huyện Muzaffarnagar có diện tích 4008 ki lô mét vuông. Đến thời điểm năm 2001, huyện Muzaffarnagar có dân số 3541952 người.